# 프란시스코 구에리
프란시스코 구에리 바야린(스페인어: Francisco Güerri Ballarín, 1959년 4월 18일, 아라곤 주 베나스케 ~)은 스페인의 전직 축구 선수로, 현역 시절 미드필더로 활약했다. 그는 1980년 하계 올림픽 당시 스페인 선수단 일원으로 대회에 참가했다.